# Zenayda Serrano
Zenayda Serrano (El Salvador, siglo XX) es una abogada ambientalista salvadoreña.

## Biografía
Nació en El Salvador y es una defensora ambiental destacada por su firme oposición a la minería metálica y su compromiso con la justicia social. Como fundadora del Movimiento Unificado Francisco Sánchez-1932 (MUFRAS-32), ha trabajado en la promoción y defensa de los derechos humanos,y del territorio, especialmente en las comunidades del municipio de San Isidro, departamento de Cabañas.
Desde el 2005 se enfrentó al fenómeno de la captura corporativa en su comunidad, evidenciando las amenazas que enfrentan las personas defensoras ambientales en El Salvador. Integrante de la Mesa nacional frente a la minería metálica -una red de organizaciones que ha mostrado repetidamente su rechazo a los proyectos de varias transnacionales que buscan la extracción de oro en el país centroamericano-. Además, ha sido una voz crítica respecto a la privatización del agua y ha abogado por el reconocimiento del agua y la seguridad alimentaria como derechos humanos fundamentales.
Su labor ha sido fundamental en la articulación de esfuerzos entre organizaciones sociales, ambientales y comunitarias para lograr la prohibición de la minería metálica en El Salvador en 2017, finalmente hicieron que El Salvador se convirtiera en el primer país del mundo en prohibir la minería metálica.